# Diocesi di Santo André

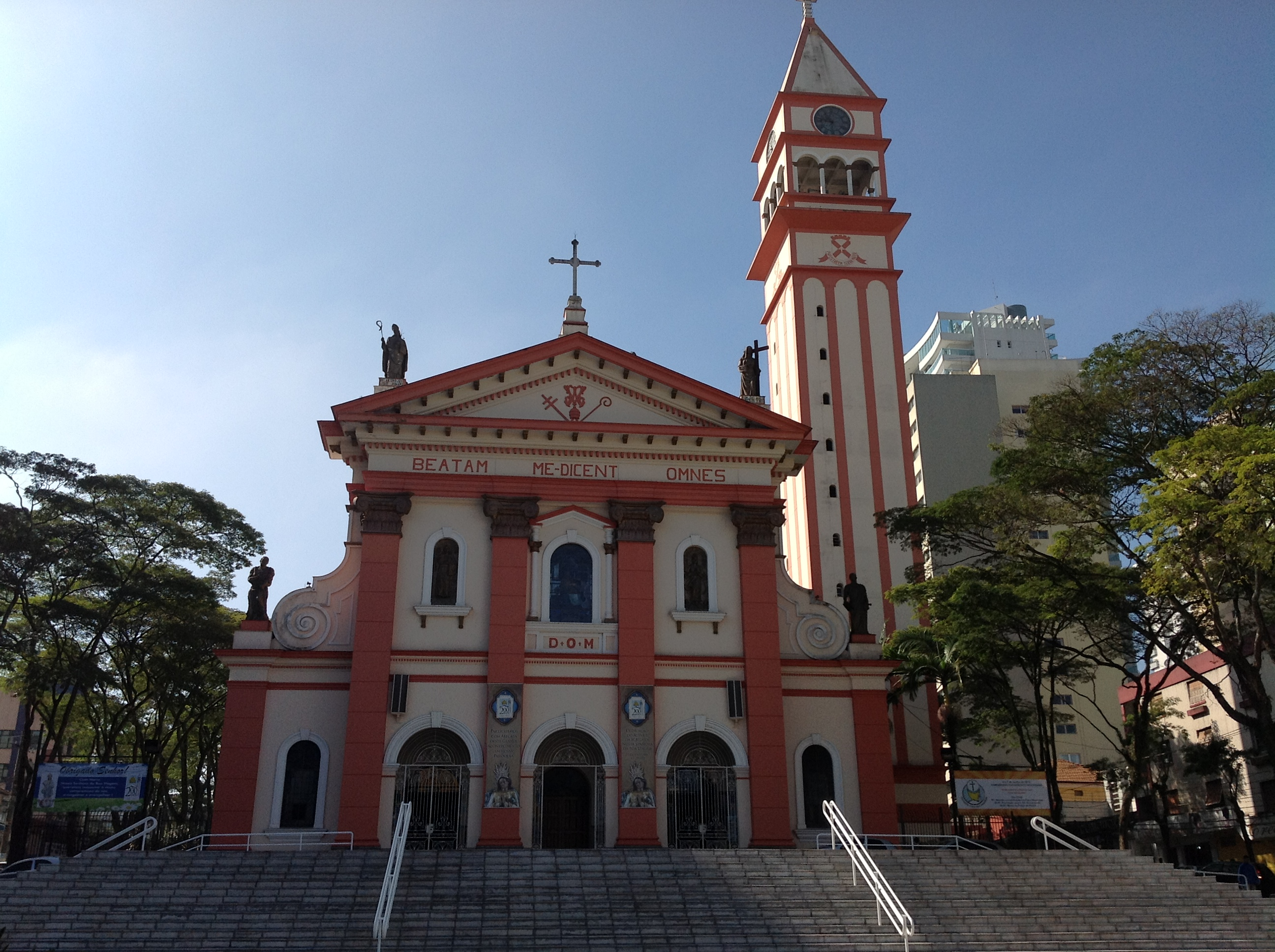
La basilica minore di Nostra Signora del Buon Viaggio a São Bernardo do Campo.

La diocesi di Santo André (in latino Dioecesis Sancti Andreae in Brasilia) è una sede della Chiesa cattolica in Brasile suffraganea dell'arcidiocesi di San Paolo. Nel 2022 contava 2.550.000 battezzati su 2.825.048 abitanti. È retta dal vescovo Pedro Carlos Cipolini.

## Territorio
La diocesi comprende 7 comuni nella parte sud-orientale dello stato brasiliano di San Paolo: Santo André, São Bernardo do Campo, São Caetano do Sul, Diadema, Mauá, Ribeirão Pires e Rio Grande da Serra.
Sede vescovile è la città di Santo André, dove si trova la cattedrale di Nostra Signora del Carmine. A São Bernardo do Campo sorge la basilica minore di Nostra Signora del Buon Viaggio (Nossa Senhora da Boa Viagem).
Il territorio si estende su una superficie di 825 km² ed è suddiviso in 105 parrocchie, suddivise in 10 regioni pastorali.

## Storia
La diocesi è stata istituita il 18 luglio 1954 con la bolla Archidioecesis Sancti Pauli di papa Pio XII, ricavandone il territorio dall'arcidiocesi di San Paolo.

## Cronotassi dei vescovi
Si omettono i periodi di sede vacante non superiori ai 2 anni o non storicamente accertati.
- Jorge Marcos de Oliveira † (26 luglio 1954 - 29 dicembre 1975 dimesso)
- Cláudio Hummes, O.F.M. † (29 dicembre 1975 succeduto - 29 maggio 1996 nominato arcivescovo di Fortaleza)
- Décio Pereira † (21 maggio 1997 - 5 febbraio 2003 deceduto)
- José Nelson Westrupp, S.C.I. (1º ottobre 2003 - 27 maggio 2015 ritirato)
- Pedro Carlos Cipolini, dal 27 maggio 2015

## Statistiche
La diocesi nel 2022 su una popolazione di 2.825.048 persone contava 2.550.000 battezzati, corrispondenti al 90,3% del totale.
| anno | popolazione | popolazione | popolazione | presbiteri | presbiteri | presbiteri | presbiteri                | diaconi | religiosi | religiosi | parrocchie |
| anno | battezzati  | totale      | %           | numero     | secolari   | regolari   | battezzati per presbitero | diaconi | uomini    | donne     | parrocchie |
| ---- | ----------- | ----------- | ----------- | ---------- | ---------- | ---------- | ------------------------- | ------- | --------- | --------- | ---------- |
| 1966 | 900.000     | 950.000     | 94,7        | 86         | 55         | 31         | 10.465                    |         | 35        | 61        | 51         |
| 1968 | 1.300.000   | 1.500.000   | 86,7        | 97         | 61         | 36         | 13.402                    |         | 41        | 120       | 61         |
| 1976 | 1.500.000   | 1.800.000   | 83,3        | 73         | 52         | 21         | 20.547                    | 5       | 23        | 131       | 74         |
| 1980 | 1.169.000   | 1.403.000   | 83,3        | 86         | 49         | 37         | 13.593                    | 7       | 88        | 164       | 71         |
| 1990 | 2.161.600   | 2.727.700   | 79,2        | 102        | 62         | 40         | 21.192                    | 7       | 69        | 160       | 80         |
| 1999 | 2.124.000   | 3.130.000   | 67,9        | 121        | 73         | 48         | 17.553                    | 6       | 92        | 155       | 84         |
| 2000 | 2.100.000   | 2.800.000   | 75,0        | 118        | 74         | 44         | 17.796                    | 6       | 103       | 135       | 86         |
| 2001 | 2.100.000   | 2.274.705   | 92,3        | 113        | 72         | 41         | 18.584                    | 6       | 116       | 156       | 87         |
| 2002 | 2.102.100   | 2.359.467   | 89,1        | 117        | 77         | 40         | 17.966                    | 6       | 104       | 141       | 88         |
| 2003 | 2.102.100   | 2.317.631   | 90,7        | 120        | 80         | 40         | 17.517                    | 6       | 111       | 156       | 88         |
| 2004 | 2.102.100   | 2.354.722   | 89,3        | 123        | 82         | 41         | 17.090                    | 6       | 112       | 135       | 88         |
| 2010 | 2.302.000   | 2.577.714   | 89,3        | 156        | 94         | 62         | 14.756                    | 18      | 117       | 115       | 97         |
| 2014 | 2.415.000   | 2.704.000   | 89,3        | 160        | 98         | 62         | 15.093                    | 28      | 94        | 99        | 98         |
| 2017 | 2.470.610   | 2.736.865   | 90,3        | 164        | 101        | 63         | 15.064                    | 29      | 112       | 138       | 100        |
| 2020 | 2.518.200   | 2.789.871   | 90,3        | 159        | 102        | 57         | 15.837                    | 30      | 103       | 81        | 104        |
| 2022 | 2.550.000   | 2.825.048   | 90,3        | 156        | 105        | 51         | 16.346                    | 42      | 79        | 113       | 105        |